# Garry Tallent
Garry Wayne Tallent, né le 27 octobre 1949 à Détroit, est un musicien, compositeur et producteur américain connu pour jouer de la basse dans le groupe E Street Band avec Bruce Springsteen.

## Biographie
Tallent a commencé à jouer avec Springsteen en 1971. Il a aussi fait des enregistrements avec d'autres artistes. En 1987 il a produit Crying, Waiting, Hoping interprété par Marshall Crenshaw pour le film La Bamba.
Il a créé son studio d'enregistrement MoonDog à Nashville, et est cofondateur de la compagnie de disque D'Ville Record Group. Il a produit plusieurs artistes de country. 
Plus étonnant, il faisait partie des musiciens accompagnant Julien Clerc, en décembre 1990, au Zénith de Paris. Un disque live en a été tiré, Amours secrètes... Passion publique (Virgin Records 1991) produit par une autre célébrité du rock, Phil Ramone.